# Staatsarchiv Appenzell Ausserrhoden
Das Staatsarchiv Appenzell Ausserrhoden verwahrt die archivwürdigen Unterlagen der Behörden, Amtsstellen und Gerichte des Kantons Appenzell Ausserrhoden. Es übernimmt weitere für die appenzellische Geschichte bedeutende Dokumente öffentlicher Institutionen oder privater Herkunft. Es ist verwaltungstechnisch der Kantonskanzlei angegliedert.

## Gesetzliche Grundlagen
- Gesetz über das Archivwesen (Archivgesetz), vom 22. März 2010[2]
- Gesetz über den Datenschutz (Datenschutzgesetz), vom 18. Juni 2001[3]
- Gesetz über Information und Akteneinsicht (Informationsgesetz), vom 28. April 1996[4]
- Benützungsreglement für das Staatsarchiv, vom 23. November 2010 bGS[5]

## Aufgaben
Das Staatsarchiv Appenzell Ausserrhoden ist das zuständige Archiv für Dokumente der kantonalen Organe und ihrer Rechtsvorgänger. Es dient nach Vereinbarung als Archiv für interkantonale Institutionen mit ausserrhodischer Beteiligung. Das Staatsarchiv setzt sich für die Erhaltung privaten Archivguts und des Archivguts der öffentlich-rechtlichen Religionsgemeinschaften ein. Ebenfalls sorgt es für die langfristige Bewahrung, die wissenschaftliche Bearbeitung und die Vermittlung des Archivgutes. In Zusammenarbeit mit der Kantonsbibliothek stellt das Staatsarchiv eine koordinierte dokumentarische Überlieferung für Appenzell Ausserrhoden sicher.

## Geschichte

### Das Landesarchiv Trogen
Die Räumlichkeiten des Landesarchivs Trogen 1598–1953
- 1598 Archivraum, Rathaus Trogen
- 1731 Anbau Archivraum, Rathaus Trogen
- 1841 Räume im Erdgeschoss, Zellweger-Palast in Trogen
- 1953 Beginn der Überführung von Akten in das Kantonsarchiv[7]

### Das Kantonsarchiv Herisau (später Staatsarchiv Appenzell Ausserrhoden)
Die Räumlichkeiten des Kantonsarchives 1811–2012
- 1811 Archivanbau, reformierte Kirche
- 1862 Kanzleigebäude, Platz
- 1878 Gemeindehaus, Poststrasse
- 1899 Eidgenössisches Postgebäude, Poststrasse
- 1915 Staats- und Kantonalbank-Gebäude, Obstmarkt
- 1959 Verwaltungsgebäude, Kasernenstr. 17A
- 1988 Regierungsgebäude, Obstmarkt
- 2002 UBS-Bankgebäude, Obstmarkt
- 2012 Zeughaus Ebnet, Schützenstrasse 1A[8]

## Bestände

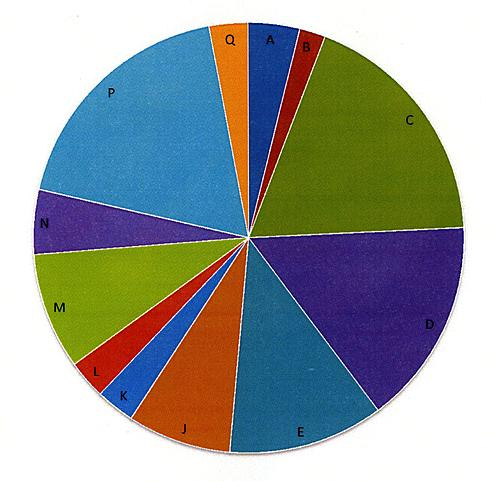

Das im Staatsarchiv verwahrte klassische Archivgut, das derzeit rund 3500 Laufmeter umfasst, ist in zwölf Abteilungen von unterschiedlichem Umfang gegliedert. Historisch bedingt sind die Abteilungen Altes Archiv (A), Helvetisches Archiv (B) und Neues Archiv (C). Basierend auf dem Provenienzprinzip wurden für das ab 1986 übernommene Archivgut die Abteilungen Verwaltungsarchiv (D) und Gerichtsarchiv (E) gebildet. Die Abteilung Foto- und Bildarchiv (J) umfasst im Wesentlichen Fotografen- und Bildnachlässe. Die Abteilung Mikroformen (K) vereinigt alle im Rahmen von Sicherstellungsaktionen erstellten Mikrofilme, für das Film- und Videoarchiv wurde die Abteilung (L) gebildet. Die Abteilung Sammlung und Dokumentation (M) enthält vielfältige Materialien ohne klaren Provenienzbezug. Die Abteilung Amtsdruckschriften (N) vereinigt von Bund, Kanton und Gemeinden produzierte Druckschriften-Serien. Die nichtstaatlichen Archivbestände sind den Abteilungen Privatarchive (P) und Deposita (Q) zugeordnet. Die nebenstehende Grafik zeigt die umfangmässigen Anteile der Abteilungen am Gesamtbestand.
Das Gemeinsame Archiv, das die bis zur Landteilung 1597 entstandenen Dokumente des Landes Appenzell umfasst, liegt im Landesarchiv Appenzell Innerrhoden.

## Recherche

### Online-Archivkatalog
Der Online-Archivkatalog ermöglicht Suchoptionen. Es ist möglich, über die Archivtektonik systematisch zu suchen, es kann aber auch gezielt nach Feldern gesucht werden. Ausserdem ist eine Volltextsuche möglich. Für die Einsichtnahme in die Originaldokumente ist weiterhin ein Besuch im Staatsarchiv notwendig.

### Kirchenbücher online
Das Staatsarchiv Appenzell Ausserrhoden stellt der Öffentlichkeit den kantonalen Kirchenbuchbestand online zur Verfügung. Es kann jederzeit auf 159 Bücher bzw. rund 50'000 Seiten Datenmaterial zugegriffen werden.

## Archivbibliothek
Das Staatsarchiv Appenzell Ausserrhoden führt eine Archivbibliothek. Die Bibliothek umfasst rund 4'000 Titel. Der Schwerpunkt liegt auf Appenzellica und Helvetica. Die Bücher können vor Ort eingesehen werden. Der Bestand kann elektronisch über den Katalog Archivbibliothek Staatsarchiv Appenzell Ausserrhoden abgefragt werden.